# Loyce Deen
Loyce Edward Deen (ur. 24 kwietnia 1921 w Sulphur w Oklahomie, zm. 5 listopada 1944 w Zatoce Manilskiej) – amerykański lotnik marynarki, tylny strzelec pokładowy bombowca torpedowego Grumman TBF Avenger, eskadry torpedowej VT-15 lotniskowca USS „Essex” (CV-9). Po odniesieniu ran 24 października 1944 roku podczas bitwy w zatoce Leyte, odmówił pozostania w szpitalu w atolu Ulithi, chcąc powrócić do swojej eskadry aby wraz z nią brać udział w dalszych operacjach. Zginął 5 listopada 1944 roku podczas ataku swojej eskadry na japońskie krążowniki w zatoce Manilskiej, zabity eksplozją we wnętrzu swojej wieżyczki dwóch japońskich pocisków przeciwlotniczych.
Poważnie uszkodzonemu Avengerowi udało się powrócić na macierzysty okręt, jednak wobec zbliżającej się do lotniskowca formacji japońskich samolotów kamikaze oraz wymieszania zniszczonych elementów samolotu ze szczątkami zwłok strzelca pokładowego, Loyce Deen został zrzucony do oceanu wraz ze swoim samolotem. Jedyny w historii lotnik, któremu celowo urządzono pogrzeb morski we wnętrzu jego samolotu.
Loyce Deen otrzymał wiele odznaczeń w tym:
- Zaszczytny Krzyż Lotniczy
- Purpurowe Serce
- Medal Lotniczy
- Medal za Dobre Zachowanie
- Medal Kampanii Amerykańskiej
- Medal Kampanii Azji-Pacyfiku
- Medal Zwycięstwa w II Wojnie Światowej